# قانون کار ایران
اولین قانون کار ایران در ۱۳۲۵ توسط مجلس شورای ملی تصویب شد. تصویب این قانون در نتیجه مبارزات پیگیر ۳ اتحادیه کارگری در ایران بود که «شورای متحده مرکزی اتحادیه‌های کارگران و زحمتکشان ایران» را تأسیس کرده بودند. دولت لایحه قانون کار را در سال ۱۳۲۳ تصویب و به مجلس فرستاد اما مجلس دو سال بعد حاضر به بررسی آن شد. شرکت نفت انگلیس حاضر به پذیرش این قانون نشد و در پی آن با اعتصاب کارگران در بخش‌های مختلف صنعت نفت درگیریهای گستردهای میان کارگران و پلیس رویداد.
در سال ۱۳۳۷ دولت منوچهر اقبال با مشاوره سازمان بین‌المللی کار قانون کار جدید را تصویب و به مجلس فرستاد. این قانون در ۲۶ اسفند ۱۳۳۷ تصویب و جایگزین قانون قبلی که با تلاش اتحادیه‌های کارگری تصویب شده بود کرد.

## قانون کار جمهوری اسلامی

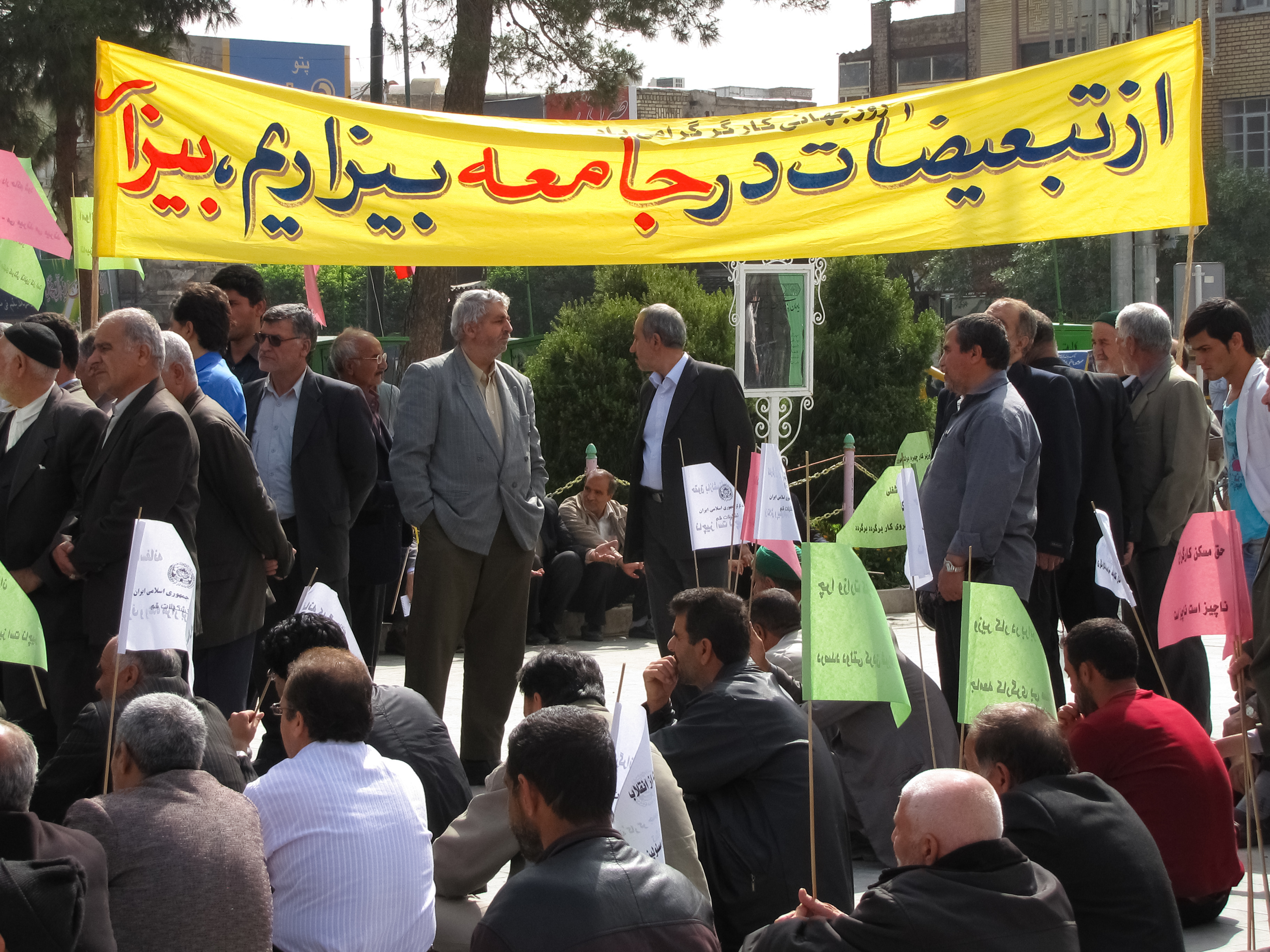
همایش کارگری به مناسبت روز جهانی کارگر (بر روی پلاکارد نوشته شده است: از تبغیضات در جامعه بیزاریم، بیزار.- سال ۱۳۸۸)

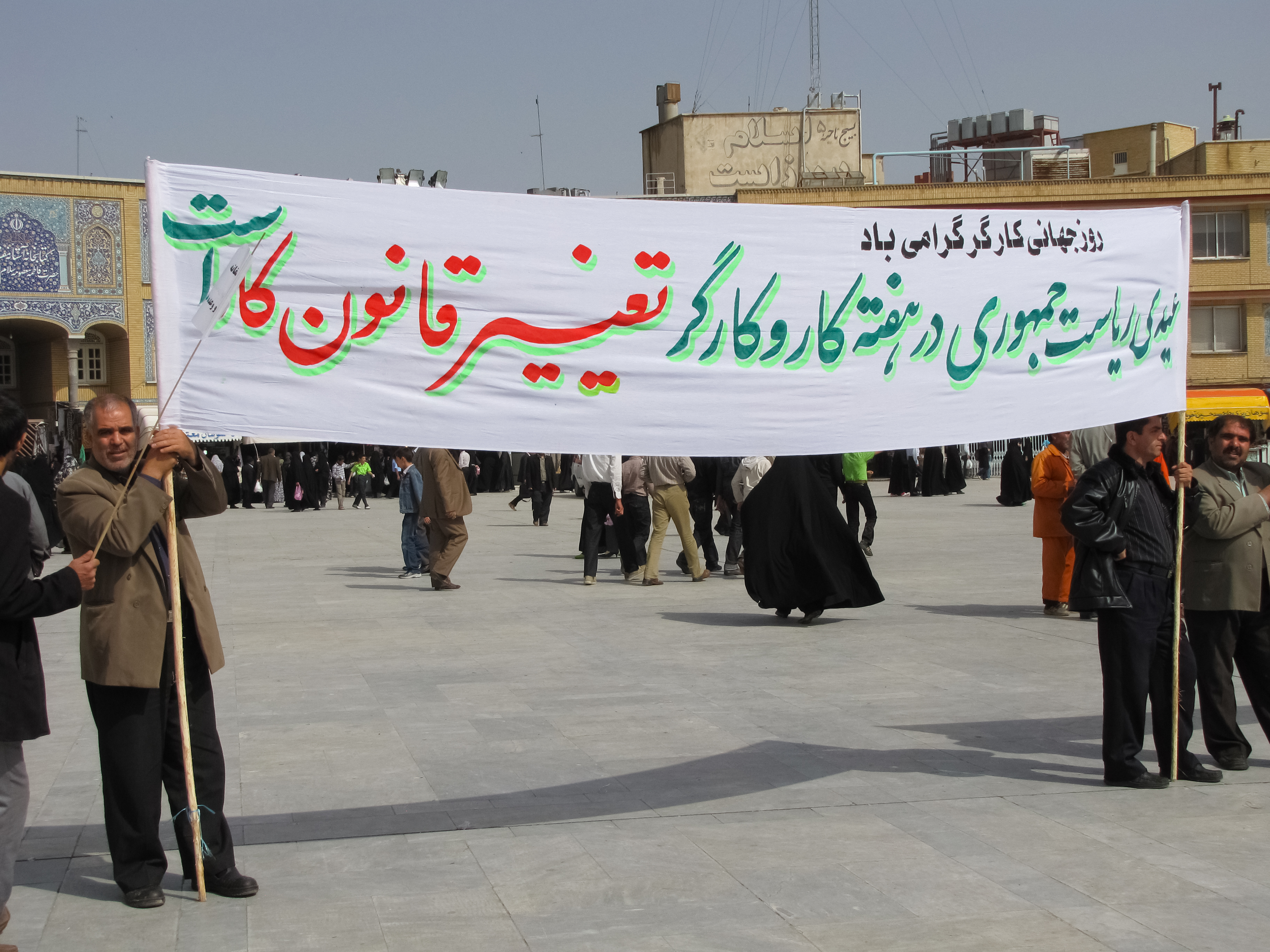
کارگران ناراضی از کارفرمایان خود در روز جهانی کارگر در شهر قم که خواهان تغییر قانون کار در ایران هستند. (بر روی پلاکارد نوشته شده است: روز جهانی کارگر گرامی باد. عیدی ریاست جمهوری در هفته کار و کارگر تغییر قانون کار است - سال ۱۳۸۸)

پس از انقلاب ۵۷ اصلاح قانون از خواستهای اصلی گروه‌های کارگری که سهم قابل توجهی در پیروزی انقلاب داشتند بود.
در این دوران پیش نویس‌های متعددی از جمله توسط ابوالحسن بنی صدر و احمد توکلی وزیر کار راستگرای دولت موسوی پیشنهاد شد که با اعتراض کارگران دولت آن را پس گرفت. طی سالهای ۵۸ تا ۶۹ عملاً قانون کاری در ایران وجود نداشت.
در مجلس سوم که اکثریت آن در اختیار جناح چپ بود قانون کار جدید تصویب شد، گرچه شورای نگهبان به‌دلیل آنچه که مغایرت بخش‌هایی از این قانون با احکام شرعی نامید حاضر به تأیید آن نشد. نهایتاً مجمع تشخیص مصلحت نظام توسط روح‌الله خمینی تأسیس و به بررسی این قانون پرداخت.
بررسی قانون کار در ۲۹ آبان ۱۳۶۹ در مجمع تشخیص به پایان رسید.
ممنوعیت تحصن و اعتصاب و تظاهرات و همچنین داشتن سندیکاهای کارگری از مهمترین رویدادهای پس از انقلاب ۵۷ در زمینه قوانین و شرایط کار بود. گرچه متقابلاً بخش عمده‌ای از کارخانجات و اموال سرمایه داران بزرگ مصادره گردید.
گرچه تحصن‌های کارگری در پیروزی انقلاب و فلج کردن حکومت پهلوی سهم بسزایی داشت، اما در جریان تنش‌های پس از انقلاب میان هوادارن روح‌الله خمینی و گروه‌های عمدتاً چپ‌گرا، خصوصاً پس از سال ۶۱ فعالیت اتحادیه‌های کارگری برای از بین بردن یکی از عوامل نفوذ و قدرت جریان چپ ممنوع گردید. برای پر کردن این خلأ توسط عده‌ای از اعضای شاخه کارگری خانه کارگر تأسیس گردید. این تشکل در راه‌اندازی مجدد سندیکاهای کارگری (بعنوان رقیب اصلی خود) مقاومت فراوانی به خرج می‌دهد که نمونه آن در روند حمله به سندیکای کارکنان شرکت واحد نمایان شد.
نمونه‌ای از تغییرات در قانون کار می‌توان به افزایش سنوات از ۱۵ روز به ۳۰ روز و افزایش مرخصی از یک روز در ماه به ۲/۵ روز اشاره کرد

## تغییرات قانون کار جمهوری اسلامی
کارفرمایان و کارگران در تمام سالهای پس از تصویب این قانون به انتقاد از آن پرداخته و برای اصلاح آن تلاش کردند گرچه این تلاشها بیشتر در پی منافع کارفرمایان بوده‌است.
از جمله مهمترین تغییرات اعمال شده در این قانون ممنوعیت هر گونه تظاهرات کارگری بود که در سال ۱۳۷۲ تصویب شد. آن سال تورم بیش از ۵۰٪ در کشور به تظاهراتهای گسترده‌ای در چهاردانگه تهران و مشهد منتهی شد که به شدت سرکوب گردید.
در سالهای اخیر تلاشها و پیشنهادهایی از سوی جناح راست جمهوری اسلامی و تشکل‌های کارفرمایی ایران جهت اصلاح قانون برای بازتر کردن دست کارفرمایان صورت گرفته‌است. از جمله مجلس پنجم که اکثریت آن در اختیار جناح راست بود، کارگاه‌های کمتر از ۱۰ نفر را از شمول قانون کار به‌طور کامل خارج کرد. با این اصلاحیه صدهزار نفر از کارگران در سراسر کشور از امکان بیمه درمانی و بازنشستگی و.. محروم شدند.
قانون کار در مناطق آزاد و ویژه تجاری و صنعتی که در سال ۱۳۶۸ براساس تبصره ۱۹ قانون برنامه اول توسعه تشکیل شدند و قوانین نحوه اداره آنها درتاریخ ۲۱ شهریور ۱۳۷۲ تصویب شد؛ موضوعیت ندارد.

## اتحادیه‌های کارگری
در تاریخ معاصر ایران جز در دوره کوتاهی هر گونه فعالیت سندیکایی به صورت آزاد ممنوع یا تحت کنترل دولت بوده‌است. در دهه چهل دولت با ایجاد «سازمان کارگران ایران» که ریاست آن توسط وزارت کشور و سازمان ساواک تعیین می‌شد بنیان راه‌اندازی سندیکاهای فرمایشی را گذاشت. در دوران جمهوری اسلامی نیز این سازمان به خانه کارگر تغییر نام داده و تلاش داشت تا سندیکاها و اتحادیه‌های کارگری را که از پایه‌های قدرت گروه‌های چپ به‌شمار می‌رفتند را تحت کنترل دراورد. نهایتاً پس از سرکوب گسترده گروه‌های اپوزیسیون فعالیت سندیکاها متوقف شد.

## طرح تحول اقتصادی
با اجرای طرحی که دولت احمدی‌نژاد در سال ۱۳۸۷ با نام تحول اقتصادی اعلام کرد، با حذف یارانه‌ها و پرداخت نقدی بخشی از آن به بخش‌هایی از جامعه، ماده ۴۱ قانون کار که طی آن شورای عالی کار هر ساله حداقل حقوق کارگران را تعیین می‌کند نیز لغو خواهد شد و کارفرمایان در پرداخت حقوق کاملاً آزاد خواهند بود. گرچه مجلس با ابراز نگرانی‌های گسترده حاضر به تصویب این لایحه نشد و اجرای آن به سال بعد موکول شد.

## نواقص قانون کار
یکی از نواقص قانون کار فعلی جمهوری اسلامی این است که کارفرمایان خصوصی با عقد قراردادهای یکماهه یا بعد از گذشت هر ماه عقد قرارداد ماه گذشته انجام می‌شود و بعضاً با مبلغ غیر واقع (حداقل حقوق) که در صورت امضا نکردن کارگر با تهدید اخراج روبرو بوده که کارگر مجبورا آن را امضا می‌کند. به عنوان مثال در آذر ماه سال ۹۷ انتشارات بین‌المللی گاج که یکی از بزرگترین انتشارات ایران می‌باشد حاضر به تمدید قراردادهای پرسنل خود نشد و بیش از ۵۰۰ نفر را اخراج کرد.